# Yolande de Flandre
Pour les articles homonymes, voir Yolande de Bar (homonymie).
Yolande de Flandre, dite aussi Yolande de Dampierre, Yolande de Cassel ou encore Yolande de Bar (° 15 septembre 1326 au château d'Alluyes † 12 décembre 1395 au château de la Motte-aux-Bois à Morbecque dans la forêt de Nieppe), fille de Robert de Cassel, seigneur de Marle et de Cassel, est une femme de pouvoir active au XIVe siècle dans le Nord et l'Est du royaume de France.

## Biographie
Yolande aurait « esté nourrie en la cour de la Royne, sa parente » (Jeanne de Bourgogne, première épouse de Philippe VI de Valois).
Son frère Jean étant mort jeune alors qu'elle n'est âgée que de quelques années, Yolande hérite de son père l'apanage de ce dernier, c'est-à-dire la Flandre maritime qui comprend notamment Dunkerque, Gravelines, Bourbourg, Mardyck,... D'abord promise à Louis Ier de Male, futur comte de Flandre, elle épouse, avec dispenses ecclésiastiques, son parent, en 1338, Henri IV, comte de Bar, fils d'Édouard Ier de Bar et de Marie de Bourgogne. Henri meurt seulement six ans après leur mariage, laissant sa veuve avec deux fils âgés de cinq (Yolande a eu cet enfant très jeune à 13-14 ans) et un ans. Yolande assume la régence du comté, jusqu'à la majorité d'Édouard, mais doit lutter contre Pierre de Bar, seigneur de Pierrefort, et Thiébaud de Bar, seigneur de Pierrepont, qui estimaient devoir participer au conseil de régence. Nouant des alliances avec Philippe VI de Valois, roi de France, et Raoul de Lorraine, elle parvint à les cantonner à des rôles mineurs.
Édouard est déclaré majeur le 10 octobre 1349. En 1350, les troupes de Marie de Châtillon, duchesse régente de Lorraine, et du comte de Salm ravagent le Barrois. En représailles, Yolande, Édouard et l'évêque de Metz ravagent les environs de Nancy. Une trêve met fin au conflit le 14 août 1351. Édouard meurt l'année suivante. Son frère, Robert, doit lui succéder, mais il n'a encore que sept ans.
Le problème de la régence se pose différemment qu'il se posait sept ans auparavant. En effet, la comtesse de Bar est sur le point de se remarier avec Philippe de Navarre, infant de la famille de Navarre, comte de Longueville, qui conteste la royauté à Jean II le Bon. D'autre part, Jeanne de Bar (1295 † 1361), comtesse de Surrey, fille du comte Henri III, a fait savoir au roi qu'elle était prête à assumer la régence. Le parlement de Paris, par arrêt du 5 juin 1352 décide que le Barrois est dans la main du roi, lequel confie la régence à Jeanne de Bar le 27 juillet 1352. Yolande, qui dans un premier temps a renoncé à la régence revient sur sa décision et lève des troupes pour combattre Jeanne de Bar. En octobre 1353, après son mariage avec la comtesse de Bar, Philippe de Navarre prend part à la défense du comté de Bar envahi par les Lorrains. Il est arrêté par Henri de Bar, seigneur de Pierrefort, et emprisonné. Après l'intervention de Jean le Bon, et l'arrestation de Philippe de Navarre, Yolande renonce à la régence.
Libéré en janvier 1356, Philippe embrasse la cause de son frère le roi de Navarre, prisonnier du roi de France. Il se rallie à Édouard III d'Angleterre en Normandie et ouvre la vallée de la Seine aux Anglais, s'enfermant dans Évreux. Avec son frère Louis, il adresse un défi au roi Jean II et à son fils Charles (futur Charles V). Toutefois, il ne parvient à soulever toute la province. Le 19 septembre 1356, lors de la bataille de Poitiers, il combat sous les ordres du Prince Noir à la tête des Navarrais.
La défaite de l'armée française prive Jeanne de Bar du soutien du roi qui est fait prisonnier. Yolande reprend la régence et Robert est armé chevalier en décembre. Il est déclaré majeur le 8 novembre 1359. En 1354, le Barrois étant terre d'Empire, bien que son souverain soit vassal du roi de France pour la rive gauche de la Meuse depuis un demi-siècle, l'empereur Charles IV, a érigé le comté de Bar en duché. Son neveu, Robert, le fils de Yolande de Dampierre, devient donc le premier duc de Bar. La même année il a épousé Marie de France, une des filles de Jean le Bon. Ce dernier meurt le 8 avril 1364. Le 19 mai, le duc de Bar assiste, à Reims, au sacre de Charles V.
À la paix de Brétigny en 1360 entre Français, Anglais et Navarrais, Philippe de Navarre jure la paix. Son frère le roi de Navarre en fait son lieutenant général pour les terres qu'il avait en France et en Normandie. Réconcilié avec le roi de France, Philippe combat aux côtés de Du Guesclin. En 1363, le roi de France, que le pape Urbain V vient de nommer capitaine général de la croisade, lui demanda de l'accompagner et lui en délègue les honneurs et fonctions, le nommant « maître et gouverneur de toutes ses gens à icelle emprise d'aler sur les mescreans Sarrazins ennemis de la foy », mais Philippe meurt à Vernon dans l'Eure le 29 août 1363. Philippe n'ayant pas d'héritier, Charles V offre le comté de Longueville à Du Guesclin qui vient de remporter la bataille de Cocherel. La veuve de Philippe de Navarre s'oppose dès lors au connétable de France pour récupérer son douaire sur le comté, mais elle ne récupère que les dettes de son mari.
En 1370 la relation entre Yolande et Pierre de Bar s'envenime. Le sire de Pierrefort a commis de nombreuses exactions. Charles V a même demandé à Yolande de prendre des mesures pour rétablir l'ordre. Mais, en octobre-novembre 1370, celle-ci a le tort de faire arrêter Henri de Bar, à Vincennes, sur les terres du roi de France. Celui-ci semble avoir oublié sa demande de rétablir l'ordre et au contraire prend ombrage de l'initiative de Yolande, invoquant le crime de lèse-majesté. Yolande est emprisonnée à la prison du Temple, de 1371. Elle aggrave encore son cas en s'évadant. Elle est de nouveau arrêtée et incarcérée au Temple. En Flandre les seigneurs se mobilisent et intercèdent en sa faveur. Elle est libérée en 1373 moyennant une rançon de 18 000 livres.
En 1378, commence le Grand Schisme d'Occident, deux papes se disputent le trône de Saint-Pierre, Louis de Male soutient Urbain VI et Yolande de Dampierre appuie Clément VII, mais elle ne récupère que les dettes de son mari. Les Anglais, urbanistes, débarquent sur la côte pour une croisade religieuse et pillent Dunkerque au cours de la croisade d'Henri le Despenser. La comtesse de Bar est contrainte à la fuite et se réfugie dans son hôtel de Cassel à Paris.
Le 1er octobre 1388, elle entame un procès devant le Parlement de Paris contre le duc de Bourgogne, comte de Flandre (Philippe II de Bourgogne) au motif qu'il veut instaurer des lois dans les villes appartenant à la comtesse, alors qu'elle avance être la seule à pouvoir le faire. Le 25 mai 1389, le Parlement se prononce en sa faveur.
Elle continue de gérer ses domaines : en 1391, la relation avec le duc étant redevenue apaisée, elle reçoit de Philippe II de Bourgogne 1400 livrées de terres en échange de l'extinction de ses prétentions sur les villes de Watten et Bergues.
A la fin de sa vie, Yolande séjourne fréquemment dans son château de la Motte-au-Bois à Morbecque, où elle va d'ailleurs décéder, avant que son corps ne soit transporté à Bar.

## Mariage et descendance
De son mariage avec Henri IV de Bar, Yolande eut trois enfants :
1. Édouard (mort jeune) ;
2. Édouard (° 1339 † 1352), duc de Bar ;
3. Robert (° 1344 † 1411), duc de Bar, marquis de Pont-à-Mousson, seigneur de Cassel.

Veuve en 1344, elle se remarie en 1353 avec Philippe de Navarre († 1363), frère du roi Charles II le Mauvais, sans postérité.

## Postérité
- Le poète Eustache Deschamps rendit hommage à la beauté de Yolande en lui dédiant quelques vers[13].
- Un portrait de Yolande de Dampierre orne la salle des mariages de l'hôtel de ville de Dunkerque.